# María Pascual de la Torre
María Pascual de la Torre (Madrid, España, 10 de noviembre de 1974) es una ilustradora y escritora de literatura infantil.

## Reseña biográfica
Licenciada en la Facultad de Bellas Artes (UCM Madrid) por la especialidad de Pintura con la calificación de Premio Extraordinario y Primer Premio Nacional fin de carrera. Obtuvo el Reconocimiento de Suficiencia Investigadora con doctorado en Dibujo y Grabado. Docencia, Investigación y Creatividad.
Después de varios años estudiando e investigando entre Francia, Nueva York y La Habana con las becas Erasmus y FPI del Ministerio de Educación, cofundó junto a Miguel Hernández el estudio de diseño e ilustración Pluviam, en el que trabaja como Directora de Arte desde 2008.
Impartió clases de Dibujo y Técnicas en el Máster en Álbum Infantil Ilustrado, (iconi) con quienes también realizó el taller “Remover para ilustrar” en Ilustratour 2015.
Entre otras publicaciones en editoriales y en revistas como el País, El Duende, La Leche, AR o Mía, se encuentran ¿Dónde están mis gafas?, editado por Thule (ganador de un premio White Raven en 2013), Maya y Selou, editado por SM Sao Paulo (elegido para el programa de fomento de la lectura 2016 "Leia Para Uma Criança", de Itaú Social) y ¿Sales a jugar?, editado por Narval (seleccionado en el Pabellón España y Colombia de la Feria del LIJ // Kinderboekenmarkt 2015 de La Haya). ¡Malacatú! fue la obra ganadora del Concurso Internacional de Álbum Ilustrado 2017 convocado por La Biblioteca Insular de Gran Canaria y la editorial A Buen Paso.

## Distinciones
- Premio Internacional de Álbum Ilustrado 2017 convocado por La Biblioteca Insular de Gran Canaria y la editorial A Buen Paso, por la obra "¡Malacatú!" (A Buen Paso, 2018).
- Premio White Raven, 2013 por ¿Dónde están mis gafas?, Thule, 2012.
- Selección Itaú Social para el programa de fomento de lectura 2016 "Leia Para Uma Criança", de "Maya y Selou", SM Sao Paulo, 2015
- Selección Pabellón España y Colombia de la Feria del LIJ  // Kinderboekenmarkt 2015 de La Haya, de "¿Sales a jugar?", Narval, 2015.